# Aerolina
Aerolina ist eine siebenteilige Zirkusserie des Deutschen Fernsehfunks von Günter Stahnke aus dem Jahr 1991. In den Hauptrollen sind Horst Drinda und Helga Piur zu sehen.

## Handlung
Die Episoden der Serie erzählen hauptsächlich vom Leben der Artisten und Akteure, die im Rampenlicht stehen. Aber beleuchtet wird dabei auch das Privatleben der Artisten, die Höhen und Tiefen abseits der Bühne hinter den Kulissen. Vermittelt wird dabei ein Eindruck des Lebens einer Zirkusfamilie und deren Mitarbeitern.

## Hintergründe
Die 55-minütigen Folgen liefen von Januar bis März 1991 mittwochs um 20:00 Uhr.
Im Juli 2013 kam die Fernsehserie bei Icestorm im Rahmen der Reihe DDR TV-Archiv auf DVD heraus.

## Episodenliste
| Nr. | Episodentitel | Erstausstrahlung |
| --- | ------------- | ---------------- |
| 1   | Saisonbeginn  | 23. Januar 1991  |
| 2   | Clowns        | 30. Januar 1991  |
| 3   | Manege frei   | 6. Februar 1991  |
| 4   | Sturmwarnung  | 13. Februar 1991 |
| 5   | Herzchen      | 20. Februar 1991 |
| 6   | Wilde Katzen  | 27. Februar 1991 |
| 7   | Vertrauen     | 6. März 1991     |